# George Jackson
George Jackson (Chicago, 23 settembre 1941 – Carcere di San Quintino, 21 agosto 1971) è stato un attivista statunitense membro del movimento del Black Panther Party (BPP). Venne ucciso durante un tentativo di evasione dal carcere di San Quintino.

## Biografia
(George Jackson, autobiografia)
A quattordici anni fu arrestato per il furto di una borsetta e da allora la sua vita fu costellata da arresti, riformatori, rilasci provvisori e condanne definitive; a diciotto anni venne condannato per un furto di $70 (equivalenti a $600 nel 2022) a un distributore di benzina; su consiglio del suo avvocato si dichiarò colpevole di rapina di secondo grado per usufruire poi di alcune attenuanti, ma fu condannato nel febbraio del 1961 a una pena variabile, da un anno di carcere all'ergastolo, e venne rinchiuso inizialmente al Chino Reception Center maschile del carcere di Los Angeles, poi a maggio dello stesso anno a Soledad, in California. Qui ogni anno aveva diritto a richiedere la libertà sulla parola, che gli verrà però sempre negata, fino al 1971 quando verrà ucciso durante un tentativo di evasione.
Nel corso della sua prigionia si politicizza, studiando i classici del marxismo, e fonda uno dei primi gruppi comunisti di neri: la Black Guerrilla Family, che si diffuse anche in altre prigioni; si avvicinò poi al Black Panther Party e divenne un punto di riferimento per tutti coloro che si trovavano nella sua stessa situazione. Nell'aprile del 1962 viene trasferito a San Quentin, dove viene posto in isolamento. Un mese dopo, a maggio, venne trasferito al Deuel Vocational Institute di Tracy, per poi essere trasferito nuovamente a San Quentin. Nel frattempo, nel 1963 il suo complice viene rilasciato. Nel gennaio del 1969 venne trasferito nel carcere di Soledad, dove viene posto in isolamento nel luglio dello stesso anno.
Il 13 gennaio del 1970, durante l'ora d'aria, per sedare una rissa nel cortile, una guardia carceraria in torretta, Opie Miller, sparò uccidendo tre prigionieri neri, tra cui anche W.L. Nolen, amico di Jackson, oltre che leader della Black Guerrilla Family e delle Black Panthers; la guardia venne poi assolta da ogni accusa dal Grand Jury; il 17 gennaio, un'altra guardia venne uccisa e dell'omicidio furono accusati Jackson, Fleeta Drumgo e John Clutchette. I tre diverranno poi noti come i fratelli di Soledad. Il caso divenne celebre rendendo Jackson noto all'opinione pubblica come uno dei principali leader afroamericani. Il suo libro, Soledad Brothers, divenne un bestseller tanto che negli USA nacque e si sviluppò una campagna in difesa dei tre “fratelli di Soledad”. Nel 1972, Drumgo e Clutchette furono poi assolti mentre Jackson era ormai morto.
Nel luglio del 1970 venne trasferito nuovamente a San Quentin.
Il 7 agosto dello stesso anno, il fratello diciassettenne di George, Jonathan, entrò nell'aula del tribunale di San Rafael, dove era sotto processo James McClain, detenuto e pantera nera, accusato di aver ucciso una guardia carceraria.Il ragazzo estrasse una carabina nascosta sotto il cappotto e altre due armi che diede ai detenuti sotto processo; prese anche in ostaggio il giudice, il procuratore e alcuni membri della giuria, chiedendo il rilascio del fratello, di Clutchette e di Drumgo. Cercò poi di dileguarsi con i detenuti a bordo di un furgone ma alcune guardie spararono uccidendo Jonathan Jackson, James McClain e il giudice, oltre a ferire l'altro detenuto e il procuratore che rimase paralizzato. Del crimine fu accusata come cospiratrice anche Angela Davis, docente e militante comunista nera impegnata a difendere la causa dei tre di Soledad, in quanto le armi risultavano intestate a suo nome.
Più tardi nello stesso anno, vennero pubblicate con enorme successo le lettere scritte da George Jackson durante la sua prigionia che lo fecero diventare un'icona della lotta alla segregazione etnica.
Il 21 agosto 1971 Jackson muore a San Quentin mentre tentava di evadere assieme a un altro detenuto, ucciso dalle guardie. Alle 13:15 del pomeriggio, si recò accompagnato dalle guardie al colloquio con un avvocato, Stephen Mitchell Bingham; un paio d'ore dopo, a seguito di un conflitto a fuoco, Jackson e altri cinque uomini, tre guardie e due detenuti, finirono uccisi. Secondo la ricostruzione Jackson venne ucciso mentre con una pistola in mano tentava di evadere. Il procuratore distrettuale accusò l'avvocato di aver introdotto all'interno di un registratore la pistola per consegnarla a Jackson; questi, quando venne riaccompagnato dalle guardie nel locale adibito alla perquisizione dopo la conclusione del colloquio con l'avvocato, avrebbe estratto la pistola; il resoconto del direttore del carcere riporta che Jackson, verso le 2 del pomeriggio, avrebbe costretto le guardie a liberare altri prigionieri, circa una ventina, e alcuni di questi immobilizzarono il sergente McCray e l'agente Rubiaco ai quali venne tagliata la gola con un rasoio senza però morire; l'agente De Leo invece morì a seguito del taglio della gola e il corpo venne buttato sopra quello degli altri due agenti feriti; anche due altri agenti, Paul W. Krasenes e Charles Breckenridge, vennero catturati e colpiti col rasoio; il primo morì, mentre il secondo riuscì a salvarsi; vennero uccisi anche due detenuti bianchi, Frank M. Lynn e Ronald L. Kane. Il sergente Graham incontrò Jackson che lo costrinse a entrare nella cella dove poi lo uccise con la pistola. L'allarme venne dato alle 14:40, quando l'agente Carl Adams insieme al sergente Jere Graham, che dovevano parlare a De Leon, aprirono la porta e videro Jackson con la pistola che gli sparò contro ferendolo per poi fuggire attraverso il cortile, seguito da Larry Jack Spain, un altro detenuto, ma vennero entrambi bersagliati dalle guardie che uccisero Jackson mentre Spain, che non era armato, venne catturato incolume.

## Eventi successivi
L’uccisione di Jackson scatenò proteste e il 9 settembre 1971 ci fu la rivolta della prigione di Attica che si concluse con 43 vittime.
Davis fuggi, venne poi arrestata, processata e, nel 1972, assolta.
Il processo che seguì contro i sei imputati accusati della rivolta ebbe iniziò nel 1977 e si concluse l'anno successivo, divenendo uno dei più lunghi della storia americana; dei sei imputati tre furono assolti e altri tre condannati. Spain fu condannato per omicidio ma qualche anno dopo la Corte federale annullò la condanna perché i suoi diritti costituzionali erano stati violati tenendolo in catene durante il processo.
L’avvocato Bingham fuggì in Francia dove rimase fino al 1984 quando si consegnò alla giustizia americana e due anni dopo fu assolto per insufficienza di prove. Venne avanzata dalla famiglia di Jackson l'ipotesi che egli fosse stato ucciso all'interno dei locali della prigione dalle guardie carcerarie e poi trascinato fuori per inscenare la fuga ma questa ipotesi non venne mai suffragata da prove; gli altri detenuti non fornirono mai una descrizione degli eventi. Nel libro dello stesso anno, "L’assassinio di George Jackson", gli autori, Michel Foucault, Gilles Deleuze e il Groupe d’Information sur les Prisons, ritengono improbabile che in attesa del processo Jackson potesse pensare di rischiare tutto con un'evasione.
Il 28 maggio 1979 Edward Glenn Brooks, un ex detenuto membro della Black Guerrilla Family, entrò armato a casa dell'ex avvocata di Jackson, Fay Stender, e dopo averle fatto scrivere che ammetteva di aver tradito Jackson e il movimento, la ferì gravemente lasciandola paralizzata.

## Il pensiero
L'originalità del pensiero di George Jackson è nella teorizzazione della lotta rivoluzionaria come fuoco guerrigliero, sull'abbrivio degli insegnamenti ereditati dalla rivoluzione cubana, dalle fazioni antimperialiste del terzo mondo e dalla resistenza vietnamita contro il meglio attrezzato esercito statunitense i cui obiettivi non sarebbero mai stati raggiunti senza il coinvolgimento delle masse: la strategia fochista doveva necessariamente realizzarsi cercando un collegamento diretto e continuo con le forze popolari, per non esporsi apertamente «alla potenza militare enormemente superiore dello stato del capitalismo monopolistico».
La forza della guerriglia fu infatti resa possibile dall'elefantiasi da cui era affetto l'apparato repressivo statunitense, troppo “pesante” per essere impiegato contro la più agile guerriglia combattuta nella “giungla metropolitana”. Proprio il territorio metropolitano doveva diventare l'emblema della disfatta borghese; le sue città mastodontiche, che non avevano nulla d'umano, erano simili ad una foresta del Vietnam del nord con tanto di cunicoli sotterranei, gallerie vuote, metropolitane abbandonate, nascondigli impenetrabili.
Così come i vietcong, i rivoluzionari neri dovevano comparire all'improvviso, colpire il nemico e “dissolversi” nella notte. Movimenti fugaci, invisibilità, velocità: questa era la strategia del “mordi e fuggi” contro la quale gli assetti dell'esercito statunitense, orientati sulla grande macchina bellica per i conflitti a lunga distanza, sarebbero stati inefficaci. George Jackson così enucleò le caratteristiche fondamentali che doveva assumere la guerriglia metropolitana nelle città statunitensi: mobilità, infiltrazioni, imboscate, mimetizzazioni.
1. Mobilità. Il consiglio era di preferire armi leggere, portatili e d'estrema funzionalità. In alcuni casi, si poteva pensare di impiegare l'artiglieria pesante ma solo dopo aver elaborato un piano particolareggiato per colpire un obiettivo specifico. Essenziale doveva essere la capacità di spostarsi in fretta con ogni mezzo possibile: jeep, motociclette, biciclette. Gli appartamenti usati dovevano disporre di vie di fuga e nascondigli e, comunque, dovevano essere incendiati o distrutti in caso d'evacuazione.
2. Infiltrazione. I soldati rivoluzionari dovevano essere infiltrati in tutti gli organi repressivi per conoscerne in anticipo le mosse. I militanti più preparati avrebbero dovuto invece occuparsi delle agenzie investigative statali e federali quali la CIA o il FBI. Quest'aspetto era di fondamentale importanza in previsione di una crescita esponenziale della tensione sociale che avrebbe costretto gli apparati repressivi a reclutare quanta più gente possibile, esponendosi oltremodo al rischio d'infiltrazione.
3. Imboscata. Questo principio della guerriglia metropolitana era alla base del controterrorismo rivoluzionario: il potere andava sorpreso alle spalle e mai assalito frontalmente. Nel caso l'azione fosse fallita sarebbe stato opportuno battere in ritirata e attendere un nuovo momento propizio.
4. Mimetizzazione. Anche questa tattica era parte integrante della strategia del “mordi e fuggi”. Contemplava la necessità che ogni attività clandestina non fosse riconoscibile dall'esterno. Le “roccaforti” dell'esercito guerrigliero dovevano sembrare tranquille casi borghesi, i depositi d'armi normali box auto, gli stessi militanti erano tenuti ad assumere un “portamento” legale adottando ogni tipo di travestimento: operai del telefono, postini, poliziotti, preti ecc.

Infine occorreva lavorare per costruire una società parallela con le sue strutture di assistenza, di retribuzione, di consumo: le cosiddette «comuni del popolo». Questo compito spettava al braccio politico, il suo lavoro si sarebbe indirizzato alla costruzione diretta di queste infrastrutture sociali utili alla collettività. In quest'ambito rientravano gli innumerevoli progetti del BPP per la realizzazione di cliniche gratuite, «scuole del popolo», spacci alimentari con merce a prezzo politico.
Il finanziamento di queste attività doveva provenire dagli «espropri proletari», dai furti, dai saccheggi di massa che Jackson definì «salutari», estreme espressioni di un «disordine armonioso».
La doppia valenza dell'attività rivoluzionaria, come forma di contropotere militare e, contemporaneamente, d'autorganizzazione politica, era stata teorizzata già da Huey P. Newton e poi rielaborata da Jackson.
George Jackson confidò molto sulla possibilità che la guerriglia potesse costringere il «terrorismo di stato» a retrocedere su posizioni meno vessatorie. Tuttavia non era nel suo spirito accontentarsi di obiettivi minimi, ciò che contava realmente era riuscire a polarizzare intorno all'avanguardia rivoluzionaria nera tutte le masse oppresse per mettere fine al sistema capitalistico.

### L'influenza del pensiero marxista
Nel pensiero di Jackson si può leggere l'influenza di alcuni protagonisti del comunismo internazionale: non esitò a definirsi «marxista-leninista-maoista-fanonista». Da Marx, Jackson apprese il metodo materialistico come unico modo per leggere lo sviluppo della storia, l'importanza del «movimento reale che abolisce lo stato di cose presente». In carcere studiò l'economia politica: «La storia è lotta di classe che si sviluppa per ragioni economiche», approfondirà le analisi marxiane sul capitalismo e sullo sfruttamento operaio.
Dell'insegnamento leniniano si ritrova nel pensiero di Jackson il realismo politico che lo condusse a spingere per la costruzione di un partito di avanguardia, che non si sostituisse al popolo ma si sacrificasse per esso. La sua fedeltà al partito fu assoluta, anche nei momenti di riflusso e di disincanto. La rivoluzione prima di tutto, il partito d'avanguardia poi, cercando di eliminare i dissensi laceranti facendo appello al centralismo democratico anche se non come atto di pura sudditanza ma di rispetto delle masse che si chiamavano all'unità e alla lotta.
Anche Mao Zedong fu un punto di riferimento importante, a partire dall'analisi sull'imperialismo e la lotta di liberazione. Jackson chiamò i proletari americani alla guerra contro la dominazione capitalistica, il proletariato aveva l'obbligo di presentarsi unito se voleva sconfiggere le “Tigri di carta” dell'occidente. A questo fine il popolo doveva armarsi poiché non si danno soluzioni pacifiche nel conflitto di classe: «Il potere deve uscire dalla canna del fucile». Alla violenza delle classi dominanti bisogna opporre la violenza degli sfruttati che trova giustificazione morale nella volontà di porre fine ad un sistema fondato sulla diseguaglianza tra gli uomini.
E ancora Frantz Fanon, il pensatore della liberazione anticoloniale, colui che aveva innalzato la violenza antimperialista ad unico baluardo di salvezza, la violenza intesa come elemento indissolubile ed indissociabile dalla natura dei "dannati della terra". Per Fanon, come per Jackson, la sola soluzione auspicabile è la guerra popolare dei colonizzati contro i colonizzatori, la distruzione completa delle strutture dello sfruttamento capitalistico e delle sovrastrutture culturali che essi hanno impiantato nella testa degli oppressi.
Per Jackson, dunque, non c'è dunque via diversa dalla guerriglia per la liberazione dallo sfruttamento, «la guerriglia urbana si lancia all'attacco del blocco monopoli-esercito-polizia» cercando di perseguire alcuni fini strategici:
1. Indebolire le forze di polizia locale, e il sistema di protezione della dittatura costringendoli sulla difensiva.
2. Disperdere le forze governative con un attacco frammentato condotto su più fronti da gruppi autonomi di diverse dimensioni limitate.
3. Cercare di coinvolgere tutti gli scontenti nella guerriglia urbana, impedendo al potere costituito di corromperli con la forza di condizionamento di cui dispone.
4. Aumentare gradualmente l'azione di disturbo armata in un crescendo d'attacchi improvvisi
5. Costringere comandanti e sottufficiali della polizia ad abbandonare le loro tranquille caserme e portarli ad affrontare i rivoluzionari in campo aperto.
6. Evitare scontri frontali con la polizia limitando la lotta ad attacchi brevi e fulminei.
7. Assicurare alla guerriglia massima libertà di manovra e di azione nella lotta armata.
8. Iniziare la costruzione di un vero e proprio esercito di liberazione nazionale.

Jackson tentò di coinvolgere nella lotta tutte le masse oppresse, l'obiettivo primario era quello di incentivare la nascita di un fronte unico di tutte le minoranze reiette che andasse dai neri ai chicanos, dagli operai bianchi delle fabbriche all'esercito industriale di riserva dei disoccupati. Per queste ragioni, polemizzerò spesso con l'old left, accusata di perseguire interessi corporativi e di mettere in subordine l'urgenza di una svolta rivoluzionaria. La classe operaia è, nel pensiero di Jackson, il soggetto collettivo più realisticamente rivoluzionario, il «vero affossatore della società» capitalistica, anche le esigenze del proletariato sono state spesso subordinate alle impellenze della real politik, agli equilibri stabiliti a livello internazionale dalle superpotenze socialiste (URSS in primis), che giustificavano la loro immobilità con l'apologia riformistica del cambiamento graduale. Per Jackson questa tesi rasenta l'assurdo (quale motivazione più esplicita può esistere di sei milioni di disoccupati, stipendi di pura sussistenza, a negazione di ogni principio di libertà, per dar avvio alla rivoluzione?) e il compito di svelare la natura reale dell'oppressione alla classe operaia - in virtù della manifesta incapacità della sinistra istituzionale - spetta all'avanguardia nera, al BPP «unico partito comunista» degli Stati Uniti.
Il BPP aveva il compito di fare egemonia sulle altre forze radicali del panorama politico statunitense, al fine di dirottare su posizioni rivoluzionarie quelle organizzazioni che avevano canali diretti di comunicazione con la classe operaia, come i sindacati. La radicalità del pensiero di Jackson fu fortemente legata alla sua condizione di prigioniero politico: il ruolo del detenuto politico è fondamentale nella lotta rivoluzionaria, è testimonianza di estrema resistenza, un monito ed un incoraggiamento per chi lotta fuori. Quest'euforia di Jackson si scontrò, quasi subito, con la sconfitta del Movement che si sgretolava sotto i colpi inferti dai programmi di controspionaggio governativo. Un'ondata di riflusso polemico travolse il BPP che si dimostrò incapace di fronteggiare le forze della repressione. COINTELPRO mise in essere la sua attività di distruzione militare e giudiziaria del partito, spingendo Jackson ad approfondire le sue riflessioni sul livello di complessità e di articolazione raggiunto dal «fascismo statunitense».
Tutto il movimento operaio stava pagando le nefaste conseguenze della sua immobilità, la rivoluzione aveva mancato i suoi obiettivi, era stata schiacciata dalla reazione militare e dalla nuova logica del consumo di massa, visibile nei controlli sulla circolazione monetaria e sulle concessioni salariali (minimum wage): Jackson definì questi provvedimenti «le più subdole riforme del fascismo industriale moderno» che occultano i benefici delle classi agiate fornendo alle classi subalterne un «mercato delle pulci» tutto loro, eretto sulla falsificazione dei reali bisogni sociali degli uomini. La classe al potere, così facendo, permise di dirimere gli interessi generali della classe operaia in una contrapposizione fratricida tra nuova aristocrazia proletaria e lavoratori sottoposti alle più infami condizioni economiche e sociali, realizzando un riformismo di natura fascista come risposta padronale alla lotta di classe. Il fascismo è una «estensione ovvia del capitalismo». Ma, per Jackson, la rivoluzione non ha definitivamente perso, il movimento operaio deve riuscire a comprendere la complessità che assume lo scontro di classe nella società “riformata” dal fascismo, la maggiore sofisticazione delle merci che discende dalla più intensa divisione del lavoro.
Se questo stato di cose determina una riproduzione capitalistica stratificata e serializzata delle forze sociali, se genera l'incomunicabilità di ampie sacche della classe operaia, allora, cento volte più forte deve essere il discorso sull'unità degli sfruttati. Questo compito deve essere assunto dall'avanguardia del partito comunista nero, il BPP. Jackson cercava di coltivare una coscienza collettiva unitaria come unica possibilità per le masse sfruttate di riscattarsi. Le sue parole erano un invito alla ricerca di convergenze e strategie comuni tra tutti i gruppi radicali della sinistra statunitense. C'era in lui, un tentativo costante di rifuggire i personalismi e le pregiudiziali che avevano più volte ostacolato la composizione dei dissidi all'interno del movimento, facilitando così la reazione delle forze borghesi. Il BPP cadde spesso in questi errori, vanificando il potenziale collettivo di cui disponeva e disperdendo il proprio patrimonio organizzativo.
La morte di Jackson fu una dura perdita per il BPP come dichiarò lo stesso Newton al suo “servizio funebre”. I Weather Underground, un gruppo clandestino bianco, come risposta alla morte di Jackson, organizzarono una serie d'attentati dinamitardi negli uffici dell'amministrazione carceraria di San Francisco e di Sacramento. Emisero, inoltre, un comunicato dove si dichiarava guerra aperta al sistema carcerario dell'“America” del Nord poiché l'omicidio di Jackson era stato un chiaro tentativo d'intimidazione ai danni dei giovani rivoluzionari.

## Opere
- Soledad Brother - Fratelli di Soledad. Lettere dal carcere di George Jackson, Einaudi, Torino 1970: Contiene l'autobiografia e lettere dal raggio O, e lettere 1964-70, le lettere dei primi anni sono andate distrutte. Fu merito del suo avvocato Fay Stender, che comprese il talento come scrittore di Jackson, e si interessò per la pubblicazione delle lettere. Le lettere rappresentano la viva testimonianza delle condizioni di vita nei carceri americani, con tutti i problemi connessi, oltre alle difficoltà personali di farsi capire dai propri famigliari, non tutti solidali con lui.
- Col sangue agli occhi. Il "fascismo americano" e altri scritti, Einaudi, Torino 1972 (Riedito da Agenzia X, 2008, ISBN 978-88-95029-12-2).

## Influenza culturale
- il film Black August (U. S.A. 2007), regia di Samm Styles; con Gary Dourdan, Ezra Stanley, Vonetta McGee.
- Bob Dylan gli ha dedicato una canzone, George Jackson, pubblicata nel 1971.[10]
- Steel Pulse, Uncle George nell'album Tribute to the Martyrs, del 1979.
- I Dicks, gruppo punk rock texano, gli hanno dedicato una canzone, George Jackson, nell'album These People, del 1985.
- Scientist gli ha dedicato il brano George Jackson nell'album International Heroes Dub del 1989.
- Gli Area International POPular group gli hanno dedicato il brano Citazione da George L. Jackson, pubblicato come lato B del singolo L'Internazionale nel 1974 e in seguito nella raccolta Anto/Logicamente del 1977.